# 雅溪水库
雅溪水库是中国浙江省丽水市境内的一座水库，位于瓯江支流小安溪上，建于1977年。水库正常库容为1805万立方米，集雨面积为184平方千米，海拔为240米。